# Neal Hefti
Neal Hefti (Hastings, Nebraska, 29 de octubre de 1922 - Toluca Lake, California, 11 de octubre de 2008) fue un trompetista, pianista, arreglista y compositor estadounidense de jazz, conocido especialmente por sus trabajos para la big band de Count Basie.

## Historial
Comenzó tocando, como trompetista, en orquestas de rumba en Cuba. Después regresó a Estados Unidos, y se incorporó a las big bands de Charlie Barnet, Harry James y Earl Hines. Enrolado en la orquesta de Woody Herman desde 1944, obtiene diversos éxitos como compositor y arreglista, por lo que es reclutado por Norman Granz para un proyecto con Charlie Parker (1948).
Después comienza su larga colaboración como arreglista y compositor de la big band de Count Basie, con quien permanecerá treinta años. Algunos de los temas que compuso para Basie se han convertido en estándares reconocidos, como es el caso de "Lil' Darlin", "Why not", "Cute", "Lolly Pop" y otras muchas. Finalizada su relación con Basie, se instala en California y trabaja componiendo bandas sonoras para el cine y la televisión. Entre sus bandas sonoras, destaca la de Harlow (1965), por la que recibió dos nominaciones Grammy por la canción "Girl Talk", así como la de la serie de TV "Batman", que también logró tres nominaciones. También trabajó como director musical en el show de Frank Sinatra.

## Discografía

### Álbumes
- Swingin' On Coral Reef - Coral CRL-56083 (1953)
- The Band With Young Ideas
- Concert Miniatures - VIK LX-1092 (1957)
- Hefti, Hot and Hearty
- Hefti in Gotham City - RCA Victor LSP-3621 (stereo) LPM-3621 (mono) (1966)
- Mr and Mrs Music
- Neal Hefti's Singing Instrumentals - Epic LG 1013 (1955)
- Hollywood Songbook
- Jazz Pops - Reprise Records 6039 (1962)
- Light and Right - Columbia CL-1516 (mono) CS-8316 (stereo) (1960)
- Li'l Darlin - 20th Century Fox Records TFS 41399 (1966)
- Music USA
- Pardon my Doo-Wah
- Presenting Neal Hefti and His Orchestra
- A Salute to the Instruments
- Definitely Hefti! - United Artists Records UAS 6573

### Bandas sonoras
- 1964: Sex and the Single Girl
- 1965: Boeing Boeing
- 1965: How to Murder Your Wife
- 1965: Harlow
- 1965: Synanon
- 1966: Lord Love a Duck
- 1966: Duel at Diablo
- 1967: Oh Dad, Poor Dad, Mama's Hung You in the Closet and I'm Feelin' So Sad
- 1967: Barefoot in the Park
- 1968: The Odd Couple
- 1968: P. J.
- 1976: Won Ton Ton, the Dog Who Saved Hollywood